# Résolution 518 du Conseil de sécurité des Nations unies
La résolution 518 du Conseil de sécurité des Nations unies, adoptée à l'unanimité le 12 août 1982, après avoir rappelé les résolutions 508 (1982), 509 (1982), 512 (1982), 513 (1982), 515 (1982), 516 (1982) et 517 (1982), le Conseil a de nouveau exigé qu'Israël et toutes les autres parties respectent strictement ces résolutions antérieures du Conseil de sécurité et exige notamment la cessation immédiate de « toutes les activités militaires au Liban, en particulier à l'intérieur et autour de Beyrouth ».
La résolution 518 exigeait également la levée du siège de Beyrouth et de toutes les restrictions imposées à la ville de Beyrouth afin de permettre le libre accès de l’aide humanitaire,.
Elle demande à Israël de « ne mettre aucun obstacle à la mission des observateurs de l'ONU actuellement à Beyrouth ou à proximité et qui sont chargés de faire rapport sur la situation ».
La résolution demandait ensuite au secrétaire général de faire rapport sur la mise en œuvre de la résolution 518 dès que possible.
Les États-Unis ont émis une suite favorable en contrepartie du retrait de la mention d'Israël dans le préambule, ce qui a rendu possible un vote unanime en faveur de la résolution.